# Working on a Dream
Working on a Dream – 16. album studyjny nagrany przez Bruce’a Springsteena. Data wydania została określona na 26 stycznia (27 stycznia w USA) 2009.

## Spis utworów
1. "Outlaw Pete" - 8:00
2. "My Lucky Day" - 4:01
3. "Working on a Dream" - 3:30
4. "Queen of the Supermarket" - 4:40
5. "What Love Can Do" - 2:57
6. "This Life" - 4:30
7. "Good Eye" - 3:01
8. "Tomorrow Never Knows" - 2:14
9. "Life Itself" - 4:00
10. "Kingdom of Days" - 4:02
11. "Surprise, Surprise" - 3:24
12. "The Last Carnival" - 3:11
13. "The Wrestler"  - 3:50 (bonus)